# John Lineker
John Lineker dos Santos de Paula, meglio conosciuto come John Lineker (Paranaguá, 1º gennaio 1990), è un lottatore di arti marziali miste brasiliano attualmente sotto contratto con la ONE Championship, nella quale combatte nella divisione dei pesi mosca.

## Carriera nelle arti marziali miste

### Primi anni
Lineker disputò incontri di MMA in diverse promozione nei suoi primi anni di attività in Brasile, come la Samurai FC, Shooto e la Jungle Fight; inoltre diventò campione dei pesi gallo della Jungle Fight e vinse anche il Grand Prix della Nitrix Fights del 2011, sempre nelle stessa categoria.
John debuttò ufficialmente come professionista nel settembre del 2008, nelle categorie dei pesi leggeri e dei pesi piuma. Nei suoi primi 15 mesi di attività disputò 11 incontri, ottenendo un record di 6 vittorie e 5 sconfitte.
Nel 2010 passò alle categorie dei pesi gallo e dei pesi mosca, rimanendo imbattuto dopo aver disputato la bellezza di 13 incontri.

### Ultimate Fighting Championship
Nel dicembre del 2011 Lineker firmò un contratto con la Ultimate Fighting Championship per competere nella categoria dei pesi mosca. All'evento UFC on Fox: Diaz vs. Miller debutto nella promozione contro Louis Gaudinot; inizialmente l'incontro doveva svolgersi per la categoria dei pesi mosca, ma durante la verifica del peso Lineker non rientrò nei limiti di peso e l'incontro divenne un Catchweight match (57.6 Kg). Gaudinot riuscì a vincere l'incontro con una ghigliottina a strangolamento al secondo round; a fine match entrambi i lottatori ottennero il riconoscimenti Fight of the Night.
Il 1º settembre 2012 doveva affrontare Yasuhiro Urushitani ad UFC 151. Tuttavia, dopo che il suddetto evento venne cancellato, la sfida fu spostata per il 10 novembre ad UFC on Fuel TV: Franklin vs. Le. Dopo 15 minuti di incontro, Lineker ebbe la meglio su Urushitani vincendo per decisione unanime.
Al suo terzo match in UFC, svolto il 18 maggio 2013, fronteggiò e sconfisse Azamat Gashimov per KO Tecnico al secondo round.
Il 3 agosto doveva vedersela con Phil Harris all'evento UFC 163. Tuttavia, Harris venne rimosso dalla card e rimpiazzato immediatamente dal nuovo arrivato José Maria; anche questa volta Lineker non rientrò nei limiti di pesi. L'incontro finì per KO tecnico al secondo round a favore di Lineker.
Dopo questa vittoria, John affrontò finalmente Phil Harris per il 26 ottobre ad UFC Fight Night: Machida vs. Muñoz, riuscendo a vincere il match per KO tecnico. Questo incontro fu caratterizzato, per la terza volta in carriera, da un altro fallito tentativo da parte di Lineker di rientrare nella categoria dei pesi piuma.
Il 1º febbraio del 2012 si scontrò con Ali Bagautinov ad UFC 169. Per la quarta volta mancò il peso della categoria ma, nonostante ciò, gli venne concessa un'ora per poter diminuire di peso, riuscendoci infine in solo 45 minuti. Il match fu vinto da Bagautinov per decisione unanime.
Il 16 luglio affrontò Alptekin Özkiliç ad UFC Fight Night: Cerrone vs. Miller, dove vinse l'incontro per KO al terzo round. Con questa vittoria ottenne il bonus Fight of the Night.
L'8 novembre doveva affrontare Ian McCall all'evento UFC Fight Night: Shogun vs. Manuwa. Tuttavia, dopo la verifica del peso, McCall ebbe un'infezione virale e l'intero match venne posticipato a gennaio 2015: Lineker conseguì un risultato eccezionale con la vittoria contro il contendente numero 3 della divisione ma allo stesso tempo fallì per la quarta volta il limite di peso per la divisione dei pesi mosca; a causa della sua scarsa disciplina nel taglio del peso l'UFC decise di obbligarlo a combattere nei pesi gallo.
A settembre del 2015 debuttò nella categoria dei pesi gallo contro Francisco Rivera all'evento UFC 191. Vinse l'incontro al primo round per sottomissione dopo aver mandato a segno più di 100 colpi assieme al suo avversario in uno scambio selvaggio in piedi. Entrambi gli atleti ottennero il premio Fight of the Night.
Nel febbraio del 2016, avrebbe dovuto affrontare Cody Garbrandt all'evento UFC Fight Night 83. Tuttavia, ad una settimana dal match, Lineker si ammalò e non potendo più competere fu sostituito da August Mendes. Mentre a maggio affrontò Rob Font all'evento UFC 198, vincendo l'incontro per decisione unanime.
Il 13 luglio affrontò Michael McDonald. Dopo quasi 2 minuti dall'inizio dell'incontro, Lineker andò a segno con un potente gancio destro susseguito da un gancio sinistro che storirono temporaneamente McDonald; i due cominciarono una vera e propria "rissa" dove si scambiarono un gran numero di pugni. Dopo 30 secondi, McDonald riprese la lucidità ma si ritrovò schiacciato contro la gabbia a causa della continua pressione da parte del brasiliano. Quest'ultimo lo colpì nuovamente con un gancio sinistro, chiudendo il match per KO. Con questa vittoria ottenne il riconoscimento Performance of the Night.
A ottobre affrontò l'americano John Dodson. Durante la cerimonia del peso, Lineker superò il limite massimo della categoria, pesando 61,9 kg. Il match venne quindi spostato nella categoria catchweight. Il match durò ben 5 riprese, dove entrambi i lottatori scambiarono un gran numero di colpi in piedi, regalando al pubblico un grandissimo incontro. Alla fine fu Lineker a spuntarla, vincendo per decisione non unanime.
Il 30 dicembre gli toccò affrontare l'ex campione dei pesi gallo UFC T.J. Dillashaw. Dopo 3 round molto entusiasmanti, Lineker venne sconfitto per decisione unanime.

### Titoli e riconoscimenti
- Ultimate Fighting Championship
  - Fight of the Night (tre volte)
- Jungle Fight
  - Campione dei Pesi Gallo (una volta)

### Risultati nelle arti marziali miste
| Risultato | Record | Avversario          | Metodo                               | Evento                                | Data              | Round | Tempo | Luogo                        | Note                                                                                   |
| --------- | ------ | ------------------- | ------------------------------------ | ------------------------------------- | ----------------- | ----- | ----- | ---------------------------- | -------------------------------------------------------------------------------------- |
| Vittoria  | 31-8   | Brian Kelleher      | KO (pugno)                           | UFC 224: Nunes vs. Pennington         | 12 maggio 2018    | 3     | 3:43  | Rio de Janeiro, Brasile      |                                                                                        |
| Vittoria  | 30-8   | Marlon Vera         | Decisione (unanime)                  | UFC Fight Night: Brunson vs. Machida  | 28 ottobre 2017   | 5     | 3:00  | San Paolo, Brasile           |                                                                                        |
| Sconfitta | 29-8   | T.J. Dillashaw      | Decisione (unanime)                  | UFC 207: Nunes vs. Rousey             | 30 dicembre 2016  | 3     | 5:00  | Paradise, Stati Uniti        |                                                                                        |
| Vittoria  | 29-7   | John Dodson         | Decisione (non unanime)              | UFC Fight Night: Lineker vs. Dodson   | 1º ottobre 2016   | 5     | 5:00  | Portland, Stati Uniti        | Incontro Catchweight 61,9 kg                                                           |
| Vittoria  | 28-7   | Michael McDonald    | KO (pugni)                           | UFC Fight Night: McDonald vs. Lineker | 13 luglio 2016    | 1     | 2:43  | Sioux Falls, Stati Uniti     | Performance of the Night                                                               |
| Vittoria  | 27-7   | Rob Font            | Decisione (unanime)                  | UFC 198: Werdum vs. Miocic            | 14 maggio 2016    | 3     | 5:00  | Curitiba, Brasile            |                                                                                        |
| Vittoria  | 26-7   | Francisco Rivera    | Sottomissione (ghigliottina)         | UFC 191: Johnson vs. Dodson 2         | 5 settembre 2015  | 1     | 2:08  | Las Vegas, Stati Uniti       | Ritorna ai Pesi Gallo Fight of the Night                                               |
| Vittoria  | 25-7   | Ian McCall          | Decisione (unanime)                  | UFC 183: Silva vs. Diaz               | 31 gennaio 2015   | 3     | 5:00  | Las Vegas, Stati Uniti       | Incontro Catchweight (58 Kg)                                                           |
| Vittoria  | 24-7   | Alptekin Özkılıç    | KO Tecnico (pugni)                   | UFC Fight Night: Cerrone vs. Miller   | 16 luglio 2014    | 3     | 4:51  | Atlantic City, Stati Uniti   | Fight of the Night                                                                     |
| Sconfitta | 23-7   | Ali Bagautinov      | Decisione (unanime)                  | UFC 169: Barao vs. Faber II           | 1º febbraio 2014  | 3     | 5:00  | Newark, Stati Uniti          |                                                                                        |
| Vittoria  | 23-6   | Phil Harris         | KO Tecnico (pugni)                   | UFC Fight Night: Machida vs. Muñoz    | 26 ottobre 2013   | 1     | 2:51  | Manchester, Inghilterra      | Incontro Catchweight (58 Kg)                                                           |
| Vittoria  | 22-6   | José Maria Tomé     | KO Tecnico (pugni)                   | UFC 163: Aldo vs. Korean Zombie       | 3 agosto 2013     | 2     | 1:07  | Rio de Janeiro, Brasile      | Incontro di Pesi Catchweight (58,5 Kg)                                                 |
| Vittoria  | 21-6   | Azamat Gashimov     | KO Tecnico (pugni)                   | UFC on FX: Belfort vs. Rockhold       | 18 maggio 2013    | 2     | 1:03  | Jaraguá do Sul, Brasile      |                                                                                        |
| Vittoria  | 20-6   | Yasuhiro Urushitani | Decisione (unanime)                  | UFC on Fuel TV: Franklin vs. Le       | 10 novembre 2012  | 3     | 5:00  | Cotai, Macao                 |                                                                                        |
| Sconfitta | 19-6   | Louis Gaudinot      | Sottomisisone Tecnica (ghigliottina) | UFC on Fox: Diaz vs. Miller           | 5 maggio 2012     | 2     | 4:54  | East Rutherford, Stati Uniti | Debutto in UFC, Pesi Mosca. Incontro di Pesi Catchweight (57,6 Kg); Fight of the Night |
| Vittoria  | 19-5   | Iliarde Santos      | Decisione (non unanime)              | Jungle Fight 32                       | 10 settembre 2011 | 3     | 5:00  | San Paolo, Brasile           | Vincei il titolo dei Pesi Gallo Jungle Fight                                           |
| Vittoria  | 18-5   | Francisco Nazareno  | KO Tecnico (pugni)                   | Jungle Fight 30                       | 30 giugno 2011    | 3     | 0:36  | Belém, Brasile               |                                                                                        |
| Vittoria  | 17-5   | Luiz Carlos Neves   | KO (pugno)                           | Jungle Fight 28                       | 21 maggio 2011    | 1     | 1:18  | Rio de Janeiro, Brasile      |                                                                                        |
| Vittoria  | 16-5   | Renato Velame       | Sottomissione (rear-naked choke)     | Jungle Fight 27                       | 21 aprile 2011    | 1     | 2:58  | Brasilia, Brasile            |                                                                                        |
| Vittoria  | 15-5   | Saulo Martins       | KO Tecnico (pugni)                   | Shooto: Brazil 22                     | 1º aprile 2011    | 1     | 3:30  | Brasilia, Brasile            |                                                                                        |
| Vittoria  | 14-5   | Diego D'Avila       | Decisione (unanime)                  | Nitrix: Champion Fight 6              | 19 febbraio 2011  | 3     | 5:00  | Brusque, Brasile             | Vince il Grand Prix dei Pesi Gallo Nitrix Fights                                       |
| Vittoria  | 13-5   | Alessandro Cordeiro | KO Tecnico (pugni)                   | Nitrix: Champion Fight 6              | 19 febbraio 2011  | 1     | 3:44  | Brusque, Brasile             | Grand Prix dei Pesi Gallo Nitrix Fights, Semifinale                                    |
| Vittoria  | 12-5   | Felipe Alves        | Sottomissione (rear-naked choke)     | Gladiators FC 2                       | 16 ottobre 2010   | 2     | 2:05  | Curitiba, Brasile            |                                                                                        |
| Vittoria  | 11-5   | Alvino Jose Torres  | Sottomissione (rear-naked choke)     | Shooto: Brazil 18                     | 17 settembre 2010 | 2     | -     | Brasilia, Brasile            |                                                                                        |
| Vittoria  | 10-5   | Jetron Azevedo      | Decisione (unanime)                  | Gladiators FC 1                       | 8 maggio 2010     | 3     | 5:00  | Curitiba, Brasile            |                                                                                        |
| Vittoria  | 9-5    | Israel Silva        | Decisione (unanime)                  | K.O.: Fight 3                         | 10 aprile 2010    | 3     | 5:00  | Apucarana, Brasile           |                                                                                        |
| Vittoria  | 8-5    | Larry Vargas        | Squalifica (pugni dopo il gong)      | Full Heroes Battle 2                  | 5 febbraio 2009   | 2     | 5:00  | Paranaguá, Brasile           |                                                                                        |
| Vittoria  | 7-5    | Cica                | Decisione (unanime)                  | Full Heroes Battle 2                  | 5 febbraio 2009   | 3     | 5:00  | Paranaguá, Brasile           |                                                                                        |
| Sconfitta | 6-5    | Rafael Silva        | Decisione (unanime)                  | Warrior's Challenge 4                 | 30 settembre 2009 | 3     | 5:00  | Porto Belo, Brasile          |                                                                                        |
| Vittoria  | 6-4    | Wagner Campos       | KO Tecnico (pugni)                   | Brazilian Fight League 5              | 19 dicembre 2009  | 2     | -     | Curitiba, Brasile            |                                                                                        |
| Sconfitta | 5-4    | Andre Luis          | Decisione (unanime)                  | Samurai Fight Combat                  | 12 settembre 2009 | 3     | 5:00  | Curitiba, Brasile            |                                                                                        |
| Sconfitta | 5-3    | Erick Carlos Silva  | Decisione (unanime)                  | Blackout FC 3                         | 5 settembre 2009  | 3     | 5:00  | Balneário Camboriú, Brasile  |                                                                                        |
| Sconfitta | 5-2    | Felipe Arantes      | Sottomissione (armbar)               | Paranagua Fight 5                     | 7 agosto 2009     | 1     | 1:12  | Paranaguá, Brasile           |                                                                                        |
| Vittoria  | 5-1    | Marcio Sapo         | Decisione (unanime)                  | Nitrix: Show Fight 2                  | 16 maggio 2009    | 3     | 5:00  | Joinville, Brasile           |                                                                                        |
| Vittoria  | 4-1    | Alexandre Chatuba   | KO Tecnico (pugni)                   | VIP: Stage 3                          | 2 maggio 2009     | 2     | -     | Joinville, Brasile           |                                                                                        |
| Sconfitta | 3-1    | Nelson Velasques    | Sottomissione (rear-naked choke)     | Golden Fighters 1                     | 18 aprile 2009    | 1     | 4:02  | Novo Hamburgo, Brasile       |                                                                                        |
| Vittoria  | 3-0    | Claudinei Rodriguez | Decisione (unanime)                  | Floripa Fight 5                       | 7 marzo 2009      | 3     | 5:00  | Florianópolis, Brasile       |                                                                                        |
| Vittoria  | 2-0    | Heriton Alves       | KO (pugni)                           | Paranagua Fight 3                     | 11 novembre 2008  | 1     | -     | Paranaguá, Brasile           |                                                                                        |
| Vittoria  | 1-0    | Mauricio Alves      | KO Tecnico (pugni)                   | Paranagua Fight 2                     | 5 settembre 2008  | 2     | 1:25  | Paranaguá, Brasile           |                                                                                        |